# Tshering Dorji
Tshering Dorji (* 10. September 1993 in Ramjar, Trashiyangtse) ist ein bhutanischer Fußballspieler. Er ist einer der wenigen bhutanischen Nationalspieler, der mehr als zwei Tore für sein Land erzielen konnte.

## Karriere

### Verein
Dorji begann 2004 mit dem Fußball spielen und ließ sich dazu von seinem Vater inspirieren. 2008 unterschrieb er bei Transport United, einem der renommiertesten bhutanischen Fußballvereine.
Von 2012 bis 2014 spielte er für die Ugyen Academy, wo er erstmals in seiner Karriere Meister werden konnte. 2015 wechselte er zum Thimphu City FC, wo er in seiner zweijährigen Spielzeit Kapitän seiner Mannschaft war, zudem wurde er auch hier Meister in der Saison 2016.

### Nationalmannschaft
Er gab sein Debüt am 12. März 2011 gegen Sri Lanka. Gegen denselben Gegner erzielte er am 3. Dezember 2015 den 1:0-Siegtreffer im Zuge der Qualifikation zur WM 2018. Es war Bhutans erster Sieg überhaupt in einer Qualifikation zu einer Weltmeisterschaft. Die restlichen drei Tore erzielte er bei drei Begegnungen jeweils gegen die Malediven.

## Erfolge
- Meister der Bhutan National League: (2)
  - 2013, 2016